# Gaetano Nava
Gaetano Nava (Milano, 16 maggio 1802 – 31 marzo 1875) è stato un compositore e didatta italiano.

## Biografia
Iniziò lo studio della musica sotto la guida del padre, il compositore Antonio Nava, perfezionandosi poi con l'organista L. Marchesi e poi con Francesco Pollini, Francesco Almasio e G. Rotondi. Nel 1817 venne ammesso all'Istituto Musicale di Milano dove studiò canto, armonia e composizione con Ferdinando Orlandi, Giovanni Piantanida e Vincenzo Federici fino al 1824.
Nel 1837 divenne professore di canto e armonia presso il Conservatorio di Milano, ottenendo la cattedra lasciata vacante dalla morte di Vincenzo Lavigna.
Tra le sue numerose pubblicazioni didattiche si ricorda il celebre Metodo Pratico di vocalizzazione e alcuni manuali di solfeggio ed esercizi di canto. Inoltre compose musica sacra, musica da camera (tra cui un Notturnino per arpa e harmoniflûte), pagine per pianoforte e vocali. Le sue composizioni furono pubblicate dagli editori Ricordi, Lucca e Conti.
Tra i suoi allievi più noti fu Charles Santley, dal 1855.